# 孙中山故居纪念馆

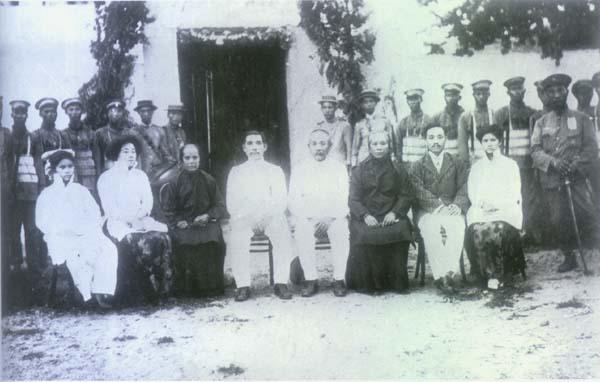
孙中山于翠亨村居所前与家人合影（左起：次女孙婉、秘书宋蔼龄、元配夫人卢慕贞、孙中山、长兄孙眉、孙眉夫人谭氏，右一为长女孙娫）

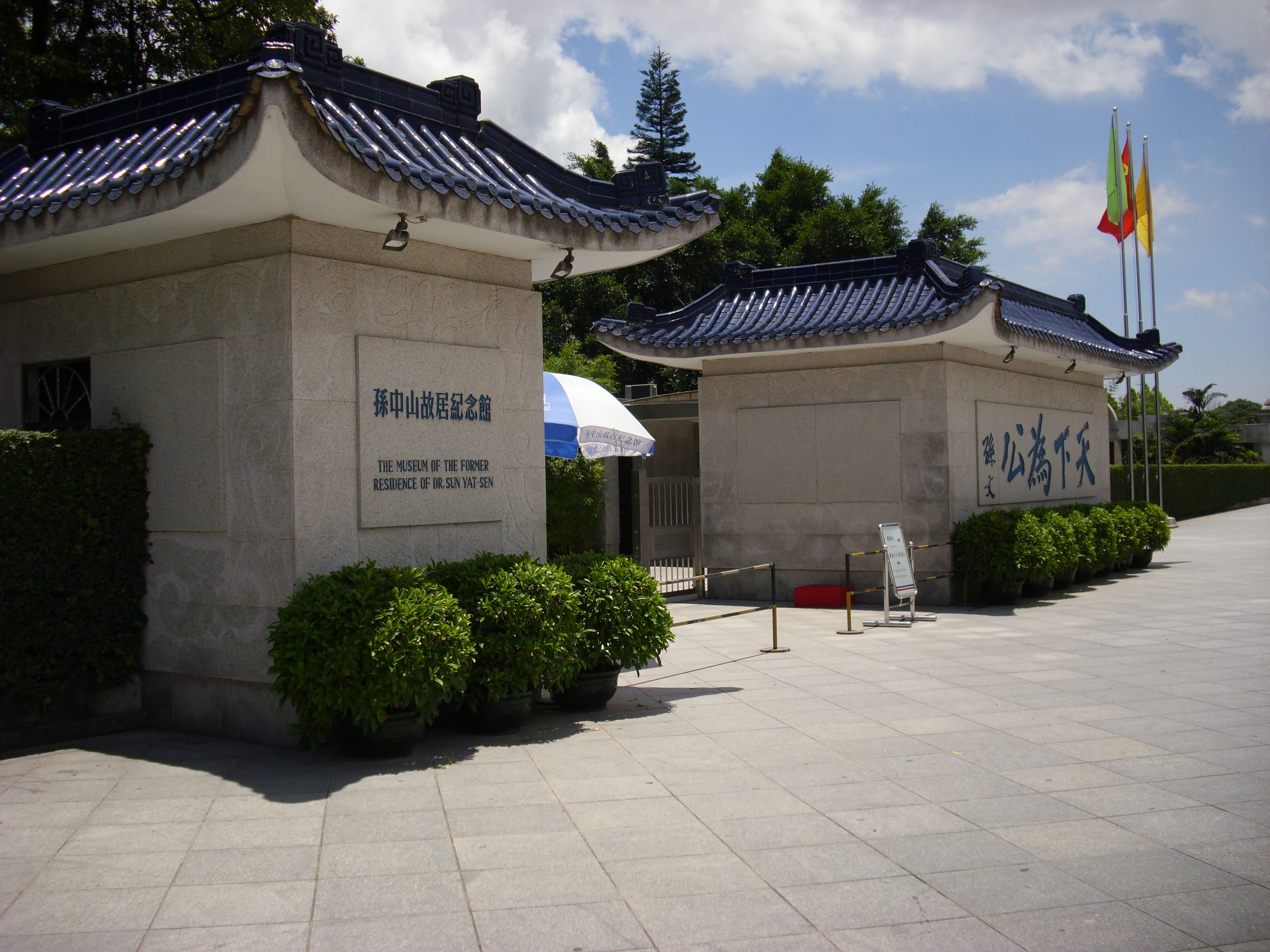
孫中山故居紀念館正門

孙中山故居纪念馆（中山市民俗博物馆、中山市孙中山研究所），位于广东省中山市南朗街道翠亨村内，成立于1956年11月，为国家一级博物馆、国家5A级旅游景区孙中山故里旅游区的核心景区之一。

## 景点

### 孙中山故居
孙中山故居占地面积500平方米，建筑面积340平方米，为全国重点文物保护单位。主楼坐东朝西三开间，是一座占地500平方米，融合中、西方建築特點的两层砖木结构楼房，由孙中山长兄孙眉于1892年从檀香山汇款、孙中山回國主持修建而成:7，外部结构装饰具有西方古典建筑风格，内部结构与陈设属当地民居传统形式，正厅设有精美的贴金神楼，使用传统的中式酸枝家具。一楼正中为客厅，客厅后座为孙中山母亲的卧室，客厅北侧为孙中山与元配夫人卢慕贞的卧室，南侧为孙中山的大哥孙眉与夫人谭氏的卧室，二楼中空，后座是立于孙母卧室之上的神楼，其北为孙家客房，其南为孙中山的书房。主楼前面庭院右侧是孙中山祖居遗址。前院左侧有一棵孙中山从檀香山带回手植的酸子树。后院建有厨房、厕所及杂物间，是孙眉于1913年左右回乡建造。孫中山故居內陳列孫使用過的指揮刀、軍事地圖、文房四寶，孫在此改組國民黨、達成第一次國共合作、完成《孫文學說》:7。

### 孙中山纪念馆
孙中山纪念馆位于孙中山故居西北侧，建筑面积6000平方米，前身为孙中山故居陈列馆，于1996年重建，1999年11月12日落成并向观众开放，是中国国内规模最大的孙中山纪念馆之一。展馆一楼展厅为孙中山生平史迹陈列，二楼展厅为孙中山的亲属与后裔陈列。

### 翠亨民居展示区
利用邻近孙中山故居的民房，复原和仿建翠亨村部分清末民初的民居，立体再现了孙中山成长初期的历史环境。

### 农耕文化展示区
以翠亨村孙中山曾参与耕作的耕地“龙田”为主，维持乡村风貌，展示珠江三角洲一带传统的农耕文化。